# Боде, Михаил Юрьевич
Михаи́л Ю́рьевич Боде́ (род. 1956) — российский журналист, издатель, художественный критик, искусствовед, куратор.

## Биография
Михаил Боде родился в 1956 году. Правнук Александра Адольфовича Боде. В 1983 году окончил отделение истории и теории искусства исторического факультета Московского государственного университета имени М. В. Ломоносова.
В 1984—1985 годах работал старшим лаборантом графического кабинета Государственного музея изобразительных искусств имени А. С. Пушкина.
С 1985 по 1992 год сотрудничал в журнале «Искусство», занимая последовательно должности редактора отдела «Критика и библиография» (1985—1990), заведующего отделом «Зарубежное искусство» (1990—1992), заместителя главного редактора (1992). Параллельно работе в журнале «Искусство» был в 1990—1991 годах соиздателем и обозревателем художественной газеты «Галерея» (Москва—Таллин) и в 1991—1992 годах редактором и обозревателем художественной газеты «Вернисаж» (Москва).
С 1992 года был специальным корреспондентом журнала современного искусства D`ARS (Милан) — редактором текстов русских авторов и обозревателем.
С 1992 года — член экспертной комиссии сектора современного искусства музея-заповедника «Царицыно».
В 1992 году по приглашению Fondation de France читал лекции по современному русскому искусству в художественных школах и центрах современного искусства (Невер, Гренобль, Лион, Ним).
С 1993 года — специальный корреспондент отдела культуры газеты «Коммерсантъ». С 1994 года — соиздатель информационного бюллетеня «Ведута».
В 2000—2002 годах публиковался в «Русском журнале». В 2006 году сотрудничал с сайтом Полит.ру, в 2008 году — с «Российской газетой», в 2011 году — с журналом «Артхроника».
Работал в газете «Газета», обозревателем интернет-портала Infox.ru.

## Куратор
- 1989 — «23 образа современного французского искусства» (совместно с Андреем Ерофеевым). ЦДХ, Москва[1]
- 1993 — «Современное русское искусство». Фестиваль «Боспорский форум». Керчь, Крым[1]

## Переводы каталогов выставок современного французского искусства в Москве
- 1990 — каталог русско-французской выставки «Территория искусства» (Le Territoire de l`Art, Institut des Hautes Études en Arts Plastiques, Paris). Русский музей, Санкт-Петербург[1]
- 1993 — коллекция Caisse des Depots et Consignations. ЦДХ, Москва[1]
- 1994 — Claude RUTAULT «La fin de l`objet fini». L Галерея, Москва[1]
- 1994 — Fabrice HYBERT «1 — 1 = 2». ГЦСИ, Москва[1]